# Gunnar Bragi Sveinsson

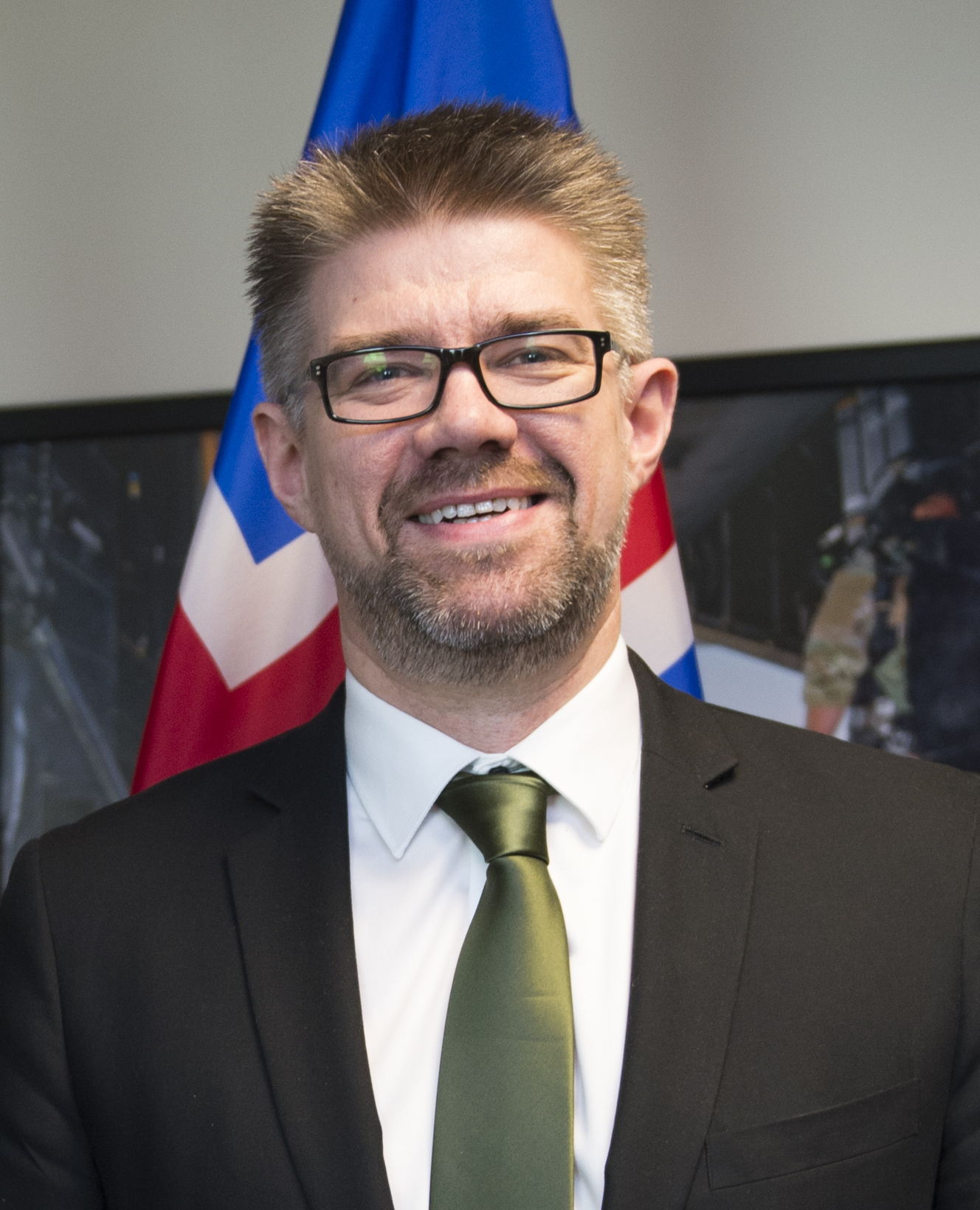
Gunnar Bragi Sveinsson (2014)

Gunnar Bragi Sveinsson (* 9. Juni 1968 in Sauðárkrókur) ist ein isländischer Politiker der Zentrumspartei. Bis September 2017 gehörte er der Fortschrittspartei an. Von 2013 bis 2016 war er isländischer Außenminister, von 2016 bis 2017 Minister für Fischerei und Landwirtschaft.

## Leben und politische Karriere
Gunnar Bragi Sveinsson studierte Arbeitssoziologie an der Universität Islands. Von 2009 bis 2021 war er Abgeordneter des isländischen Parlaments Althing, bis 2017 für den Nordwestlichen Wahlkreis, dann für den Südwestlichen Wahlkreis. Von 2009 bis 2013 war er Fraktionsvorsitzender der Fortschrittspartei. Er gehörte den Parlamentsausschüssen für Gewerbe (2009–2011) und auswärtige Angelegenheiten (2011–2013) an. Von 2011 bis 2013 war er auch Mitglied des Sonderausschusses für die Geschäftsordnung des Parlaments.
Seit dem 23. Mai 2013 war Gunnar Bragi Sveinsson Außenminister im Kabinett Sigmundur Davíð Gunnlaugsson. Im Kabinett Sigurður Ingi Jóhannsson, das am 7. April 2016 vom isländischen Präsidenten bestätigt wurde, hatte er das Ministerium für Fischerei und Landwirtschaft übernommen. Neue Außenministerin wurde Lilja Dögg Alfreðsdóttir. Die Fortschrittspartei war an der Regierungskoalition von Bjarni Benediktsson, die am 11. Januar 2017 eingesetzt wurde, nicht beteiligt, womit auch Gunnar Bragi Sveinsson nicht mehr der Regierung angehörte. Seine Nachfolgerin als Ministerin für Fischerei und Landwirtschaft wurde Þorgerður Katrín Gunnarsdóttir von der Partei Viðreisn.
Ende September 2017 ist Gunnar Bragi Sveinsson aus der Fortschrittspartei ausgetreten und hat sich der Zentrumspartei (Miðflokkurinn) angeschlossen, die vor der Parlamentswahl 2017 als Abspaltung der Fortschrittspartei gegründet wurde.
Infolge der Klaustur-Affäre Ende November 2018 ließ sich Gunnar Bragi Sveinsson bis auf weiteres unbezahlt von der Tätigkeit im Althing beurlauben;  in der Zwischenzeit amtierte Una María Óskarsdóttir als Ersatz. Am 24. Januar 2019 kehrte Gunnar Bragi ins Parlament zurück. Zur Parlamentswahl 2021 ist er nicht mehr angetreten.